# گرگوری متیوز
گرگوری متیوز (انگلیسی: Gregory Mathews؛ ۱۰ سپتامبر ۱۸۷۶ – ۲۷ مارس ۱۹۴۹) یک پرنده‌شناس، و تهیه‌کننده اهل استرالیا بود.